# Puna (gemeente)
Puna is een gemeente (municipio) in de Boliviaanse provincie José María Linares in het departement Potosí. De gemeente telt naar schatting 21.572 inwoners (2018). De hoofdplaats is Puna.